# Andrea Pazzagli
Andrea Pazzagli (Florencia, 18 de enero de 1960 – Punta Ala, 31 de julio de 2011) fue un futbolista italiano, que jugó en la demarcación de portero.

## Biografía
En su carrera, Pazzagli jugó para el Imola (1978–1979), Bologna (1979–1980; 1982–1983; 1991–1993),
Udinese (1980–1981), Catania (1981–1982), Rondinella (1983–1984), Perugia (1984–1986), Ascoli (1986–1989), Milan (1989–1991), Roma (1993–1994) y Prato (1994–1996). Con el Milan, aunque en principio era el suplente del portero titular Giovanni Galli, consiguió convencer a Arrigo Sacchi para ser el portero titular en la Supercopa de Europa 1990 y en la Copa Intercontinental 1990, después de haberlo dejado en el banquillo en las finales de la Supercopa de Europa 1989 y la Copa Intercontinental 1989, ganado también la Copa de Europa 1989-90 durante su estancia en el club.
Después de su retirada en 1996, fue entrenador de porteros; trabajando en el A.C. Milan y la Fiorentina, en 2011 se unió al staff técnico de la selección italiana.
Pazzagli murió de un ataque al corazón el 31 de julio de 2011 mientras veraneaba en Punta Ala, Toscana.
Su hijo Edoardo también fue portero de fútbol.

## Palmarés
Ascoli
- Copa Mitropa: 1986–87

Milan
- Liga de Campeones de la UEFA: 1989–90
- Supercopa de Europa: 1989, 1990
- Copa Intercontinental: 1989, 1990